# Colin Stanley Gum
Colin Stanley Gum (4. lipnja 1924. – Zermatt, Švicarska, 29. travnja 1960.), australski astronom koji je katalogizirao emisijske maglice na južnom nebu na opservatoriju Mount Stromlou služeći se fotografijom širokog polja. Svoja je otkrića objavio 1955. godine u studiji A study of diffuse southern H-alpha nebulae koja je predstavljala katalog, danas znan kao Gumov katalog 85 maglica ili magličastih kompleksa. Veliko područje maglovitosti u smjeru zviježđa Krme i Jedra Gum 12 poslije je ponijelo ime Gumova maglica njemu u čast. Gum je bio dio ekipe, u kojem su bili i Frank John Kerr i Gart Westerhout, koji je otkrio točan položaj ravnine neutralnog vodika u svemiru.
Godine 1959. postavljen je na čelo programa Opservacijske optičke astronomije na Sveučilištu u Sydneyu. Poginuo je u skijaškoj nezgodi u Zermattu u Švicarskoj sljedeće godine.
Krater Gum na Mjesecu nazvan je po njemu. Članak u spomen umrlom Gumu izašao je u Australian Journal of Science.
Gum je djever prominentne akademkinje Fay Gale i stric poduzetnika iz Silicijske doline Michaela Galea.

## Vanjske poveznice
- Kratki životopis
- Gumova maglica
- SouthernSkyPhoto.com
- The Cloud Hunters
- Ilustrirani Gumov katalog  Arhivirana inačica izvorne stranice od 16. srpnja 2013. (Wayback Machine)